# 寺島あかり
寺島 あかり（てらしま あかり、5月6日 - ）は、日本の声優、アイドル、歌手、女優。東京都出身。愛称はあかりん。スチールウッドガーデン準所属。

## 人物

### プロフィール
- 血液型はA型。身長160cm、B86・W60・H86(cm)[1]。

### 略歴
- 2013年8月9日、ダンスボーカルユニットNot K（のっとけー）を結成。
- 2014年11月、にごどる!（架空のアイドルユニットを育成するコンテンツ。メンバーは結成当初は11人だったが、後に2人卒業して現在は9人）に参加[注 1]。
- 2015年、1月18日のライブを最後に水森由菜 with つるぴかりんを卒業[2]。
- 2016年6月、ミスFLASHにエントリー。
- 同年同月、声優ユニットSinquacious（シンクヮイシャス - ユニット名の由来は『Sing(歌う)』と『loquacious(おしゃべり)』を組み合わせた造語）を結成[3]。
- 同年8月、Not Kの解散を発表[4]。

## 出演

### アイドルグループ
- にごどる！ 結城真朱役

### Webアニメ
- こぎみゅん（2017年）[5]

## 参加ユニット
- Not K（2013年-2016年）
- にごどる!（2014年-）
- Sinquacious（2016年-）

## 楽曲

### Sinquacious
- シングルCD
  - 1st「未来へ（さきへ）」作詞：Sinquacious 作曲：多田彰文